# Marsättra
Marsättra (alternativ stavning Marsätra) var en gård i som ingick i Margretelunds gods i Österåkers kommun, Stockholms län. Gården var belägen vid Isättravikens nordöstra strand och kan dateras tillbaka till 1500-talet . Vid gården bedrevs konventionellt jordbruk men även fiske med notvarp vid Marsättra Holme. År 1922 styckades gården av från godset och köptes av paret Fritz och Maria Jansson. Från 1944 arrenderade paret Irma och Harry Jansson gården. År 1961 köpte Magnus Idar gården, samt gårdarna Översättra och Isättra, och upprättade en plan för bostadsbebyggelse av området, vid namnet Skärgårdsstad, med tillhörande marina för fritidsbåtar. Byggnadsplanen fastställdes av Länsstyrelsen 1967 och området började bebyggas 1981. Vid det intilliggande telegrafberget fanns åren 1837–1866 en optisk telegraf med samma namn som gården.